# Cohem
Ne doit pas être confondu avec Cuhem.
Cohem est une ancienne commune du Pas-de-Calais rattachée à  Wittes depuis 1821.

## Toponymie
Cohem (1793), Cohein (1801).

## Histoire
En 1223, Guillaume abbé de l'abbaye Saint-Médard d'Andres est arbitre avec l'abbé de l'abbaye de La Capelle (abbaye située sur le territoire de la commune actuelle Les Attaques) et H. prieur de l'église d'Ardres pour trancher un litige entre un tenancier de l'abbaye de Saint-Bertin de Saint-Omer et Robert, fils de Drogon de Cohem, sur leurs obligations respectives.
Avant la Révolution française, dans la Société d'Ancien Régime, Cohem est le siège d'une seigneurie (voir les seigneurs du nom de Grenet au XVIe siècle dans la section Personnalités ci-dessous).
En 1230, Guy de Bergues, seigneur de Cohem, et Mabilie sa femme, renoncent au profit de l'abbaye Notre-Dame de Bourbourg, aux redevances féodales qui leur étaient dues sur la terre de Cohem, cession approuvée par l'évêque de Thérouanne Pierre en 1233. 
L'abbaye de Bourbourg possédait des biens à Cohem vers 1244 : le chevalier Guy de Bergues, seigneur de Cohem déclare que Hugues li Haumeis a renoncé à ses prétentions sur les biens possédés par l'abbaye dans la paroisse.

## Démographie
| 1793 | 1800 | 1806 | 1821 |
| ---- | ---- | ---- | ---- |
| 166  | 140  | 193  | 203  |

## Lieux et monuments
L'étang de Cohem.
Ancien prieuré Saint-Jean-Baptiste : 1095 - dépendance de l'abbaye de Molesme (Haute-Saône).

## Personnalités liées à la commune
- Guillaume Grenet, seigneur de Cohem, Hingettes est anobli le 12 avril 1578. Il peut prendre la qualité d'écuyer et jouir des privilèges de la noblesse comme étant issu de noble génération. Ses armes sont « D'azur à 3 gerbes d'or[6] ».
- Pierre Grenet, seigneur de Fermont est anobli en conseil privé du roi le 22 juin 1587. La décision confirme une sentence rendue au profit de son cousin Guillaume Grenet, écuyer, seigneur de Cohem, qui le déclarait noble et extrait de noble parentage[7]. La sentence de noblesse de Pierre Grenet est confirmée le 15 mai 1593, tant pour lui que pour ses frères François Grenet, écuyer, seigneur de Garinnes ou Clarinnes et Waast Grenet, abbé de Saint-Bertin. Ils sont reconnus issus d'une ancienne et noble maison d'Écosse. Ils ont pour armes : « D'azur à 3 gerbes d'or 2 et 1 [8]».